# Steinbach (Nidda)
Der Steinbach im Hochtaunuskreis, Main-Taunus-Kreis und in der kreisfreien Stadt Frankfurt am Main in Hessen ist ein 4,6 km langer, orografisch rechter und geografisch nördlicher Nebenfluss der Nidda.

## Geographie

### Verlauf
Der Steinbach entspringt im Naturpark Taunus. Seine Quelle liegt in der Taunus-Stadt Steinbach auf etwa 165 m ü. NHN und tritt am Ende der Verrohrung in der Wiesenflur Hinter dem Weizengarten nordwestlich der Kindertagesstätte Wiesenstrolche an die Oberfläche.
Zunächst fließt der Steinbach in südöstlicher Richtung durch die Flur Saure Wiesen und danach zwischen der Flur Wingerten und den Kreuzwiesen. Dabei wird er von bodenständigem Gebüsch und Einzelgehölz begleitet. Sein Sohlensubstrat besteht dort aus natürlichem Kies und Schotter.

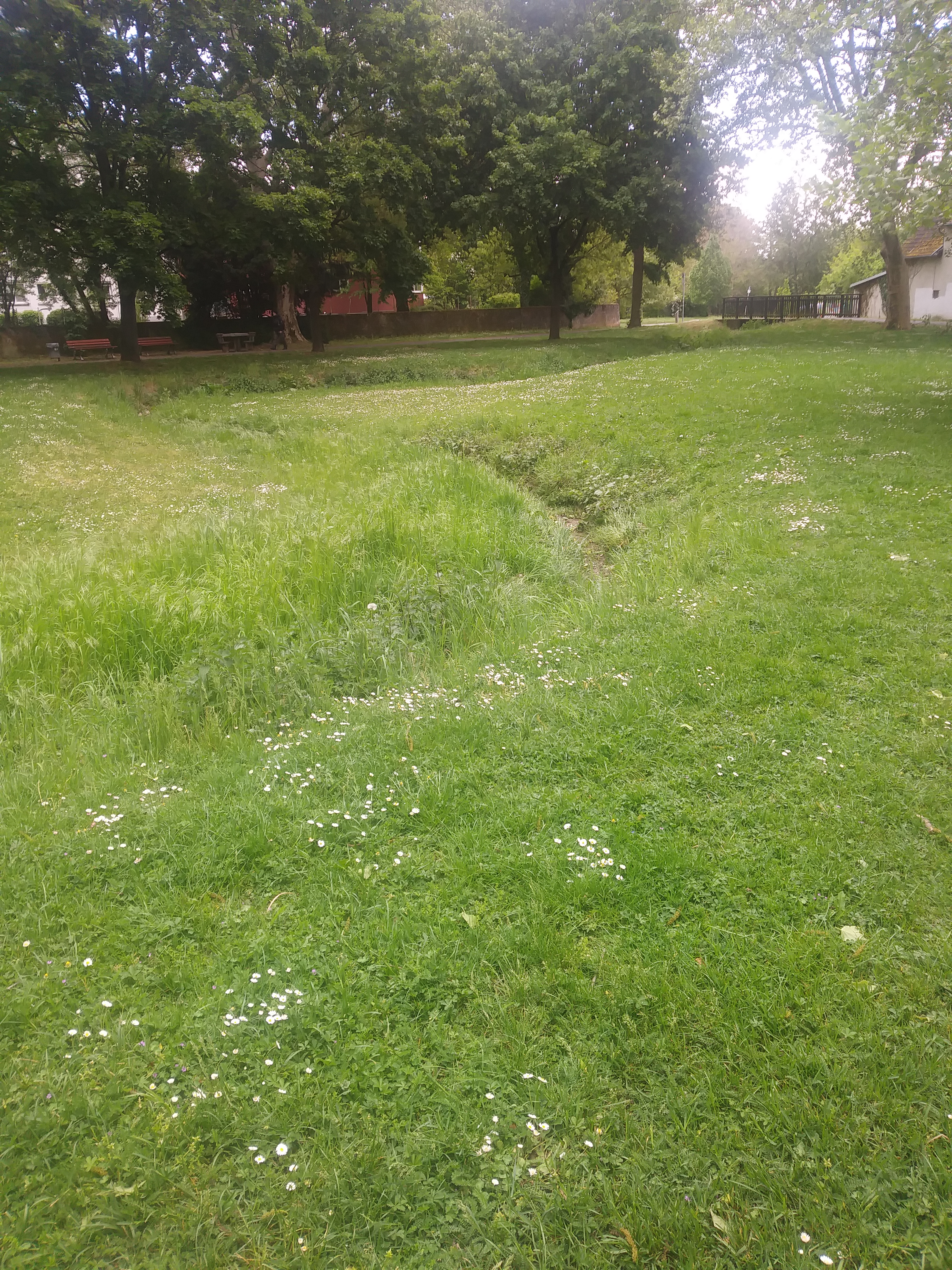
Lauf des Steinbaches zwischen In der Römerstadt und Altarm

Nach dem Verlassen der städtischen Siedlungsfläche fließt er entlang der Grenze von Steinbach und Eschborn durch Wiesen und Felder und wechselt nach der Unterquerung der Gleisanlage der Homburger Bahn in die Gemarkung Eschborn. In diesem Gebiet trägt er auch die Bezeichnung Steinbachgraben. Er kreuzt bei der Raststätte Taunusblick die Bundesautobahn 5, wo er den Naturpark Taunus verlässt.
Er fließt nun in das Stadtgebiet von Frankfurt am Main ein, auf dem er die folgenden 2,1 Kilometer bis zur Mündung zurücklegt. Der Steinbach läuft darin an der Grenze zwischen den Frankfurter Stadtteilen Niederursel und Praunheim entlang, vorbei an der Alten Ziegelei und dem Praunheimer Friedhof. In dessen Bereich war die Klettenburg gelegen. Kurz vor der Unterquerung des Praunheimer Weges tritt er endgültig in die Gemarkung Praunheims ein.
Zuletzt unterquert der Steinbach die Straße In der Römerstadt, fließt durch die Fritz-Lenning-Anlage und mündet schließlich bei der ehemaligen Walserhausmühle auf etwa 103 m Höhe in einen Altarm der Nidda.
Der etwa 4,6 km lange Lauf des Steinbaches endet ungefähr 62 Höhenmeter unterhalb seiner Quelle, er hat somit ein mittleres Sohlgefälle von etwa 13 ‰.

Impressionen vom Lauf des Steinbaches
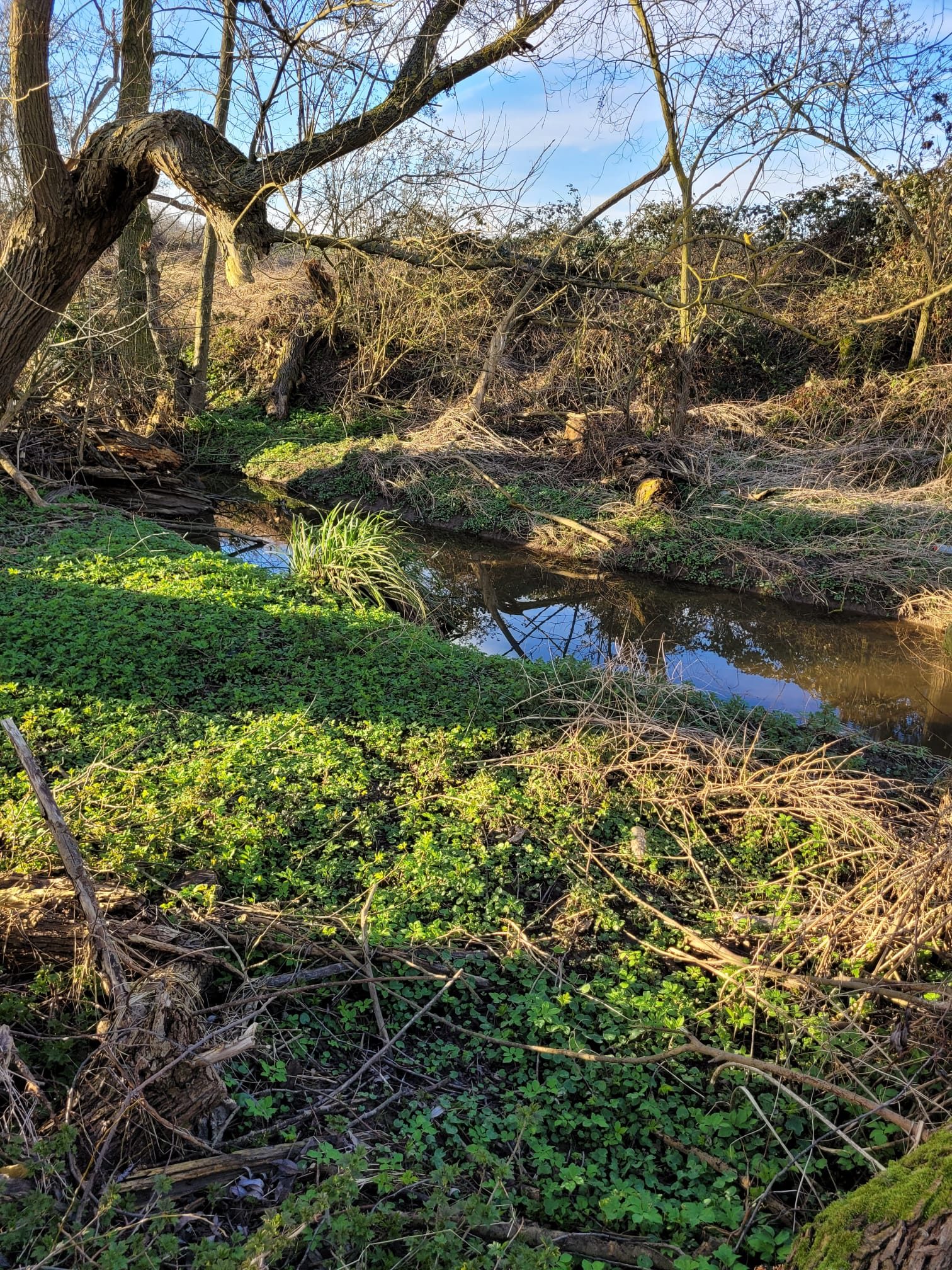
Der Steinbach auf Eschborner Stadtgebiet, März 2024
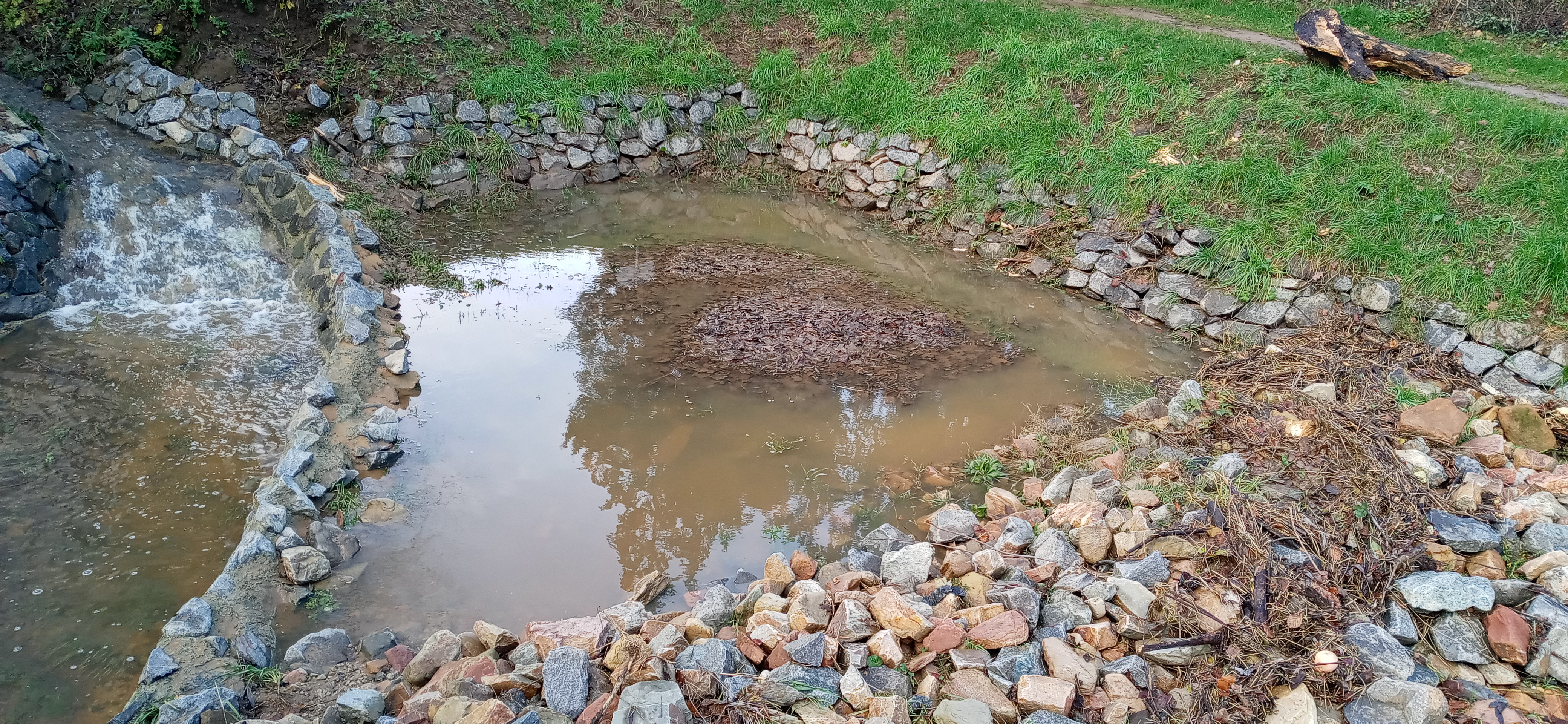
Einlauf des Steinbaches mit Wasser an Weihnachten 2020 für die Unterquerung des Praunheimer Weges hinter dem Alten und Pflegeheim
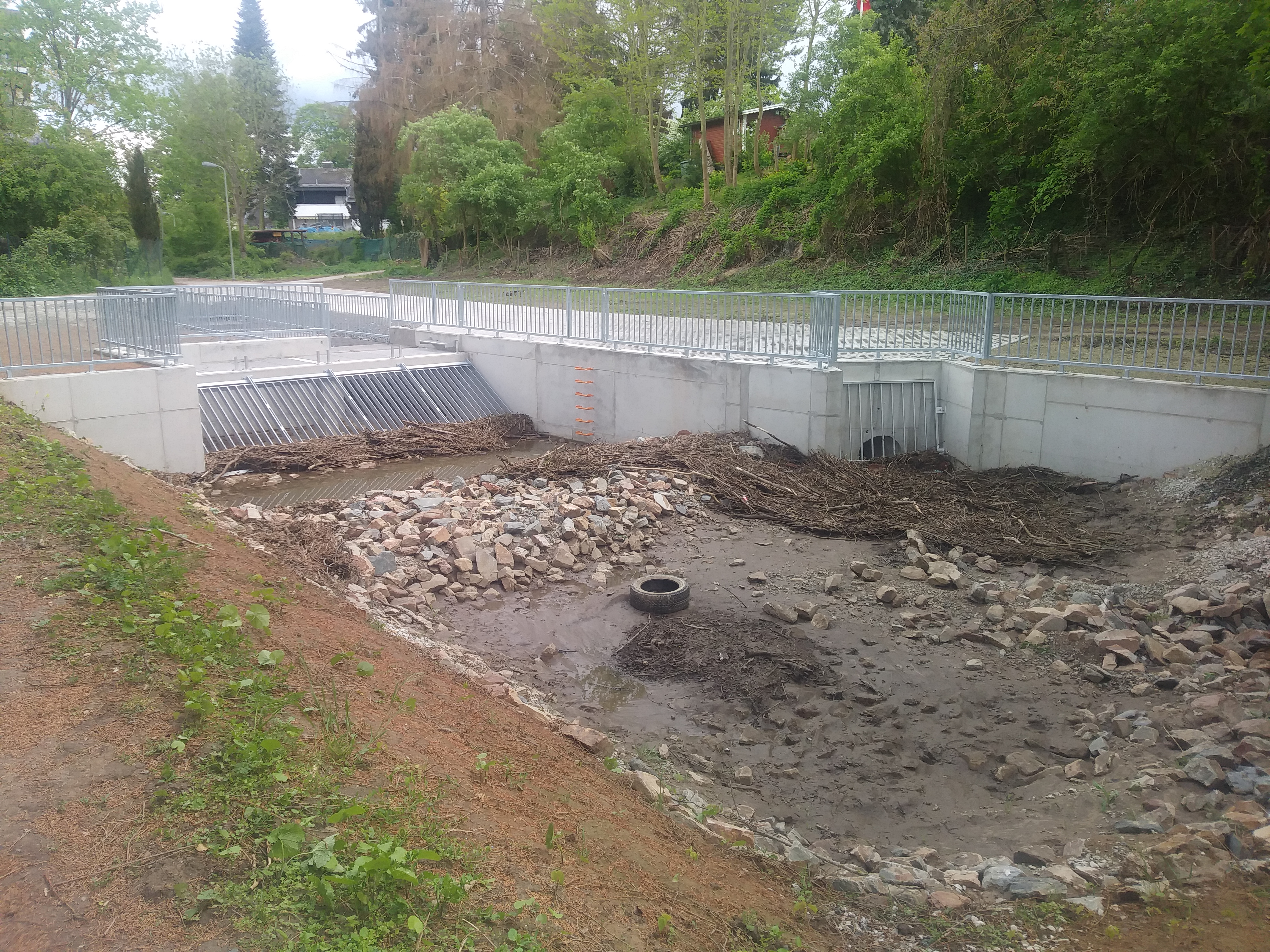
Einlauf des Steinbaches für die Unterquerung des Praunheimer Weges hinter dem Alten und Pflegeheim
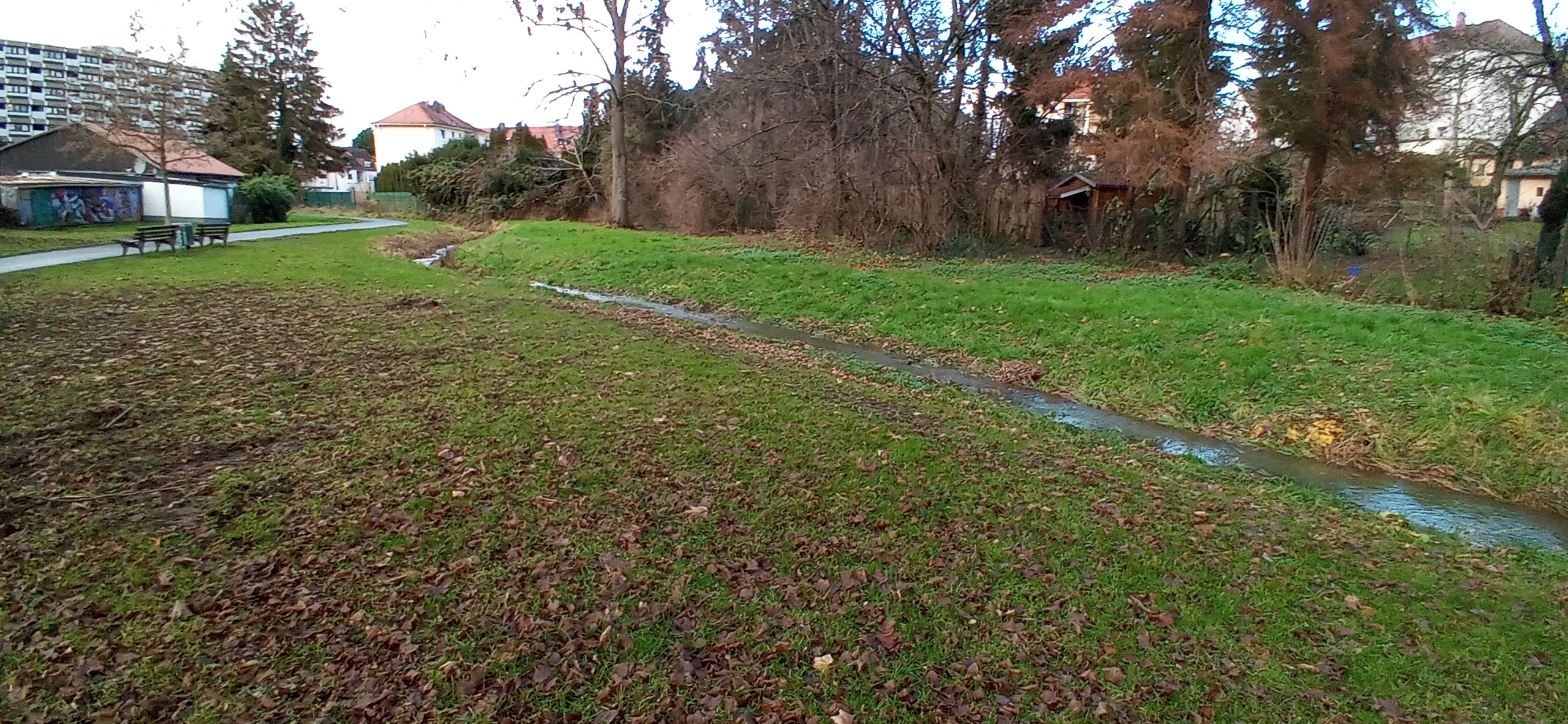
Lauf des Steinbaches mit Wasser an Weihnachten 2020 zwischen Praunheimer Weg und In der Römerstadt
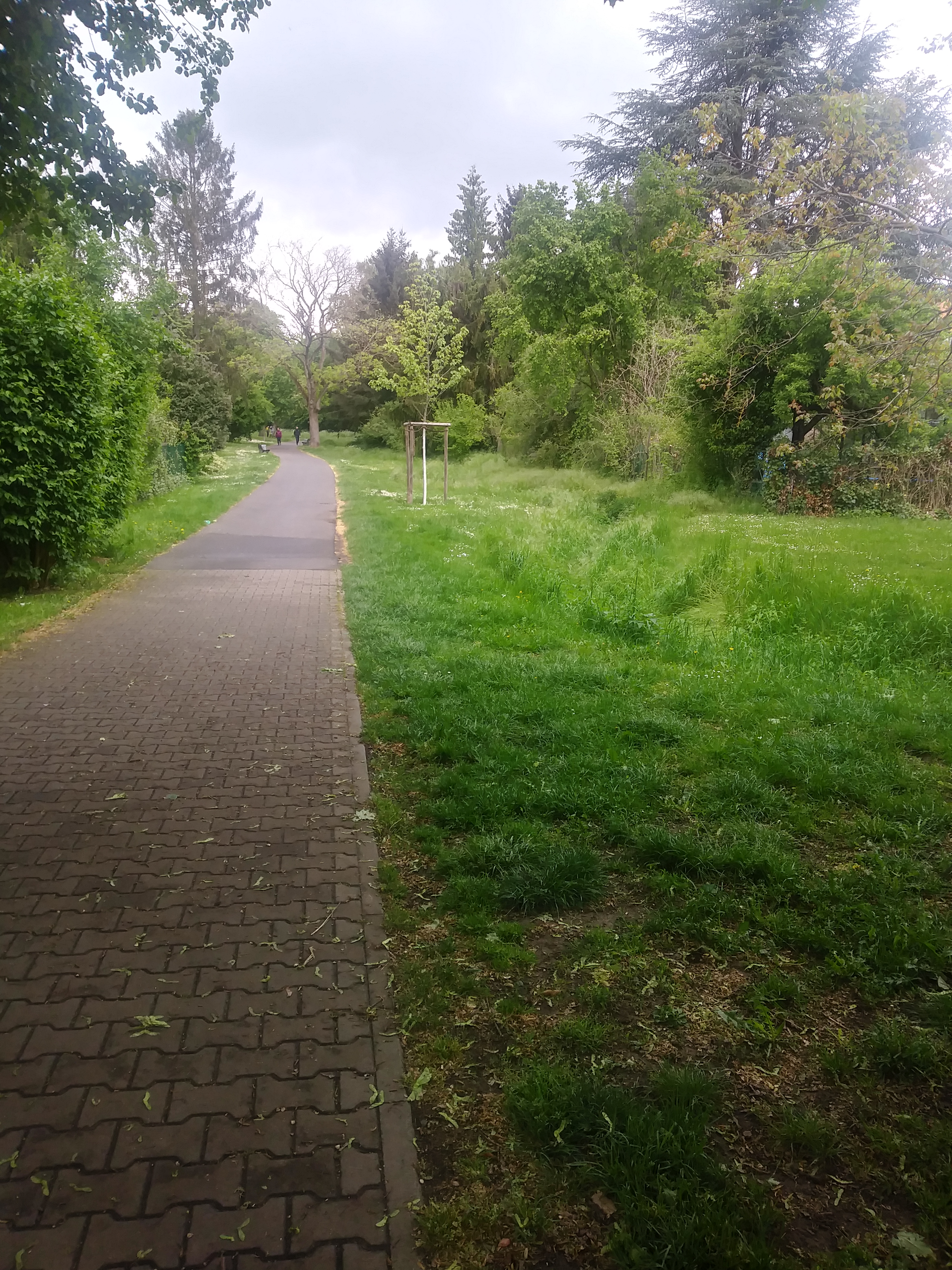
Lauf des Steinbaches zwischen Praunheimer Weg und In der Römerstadt
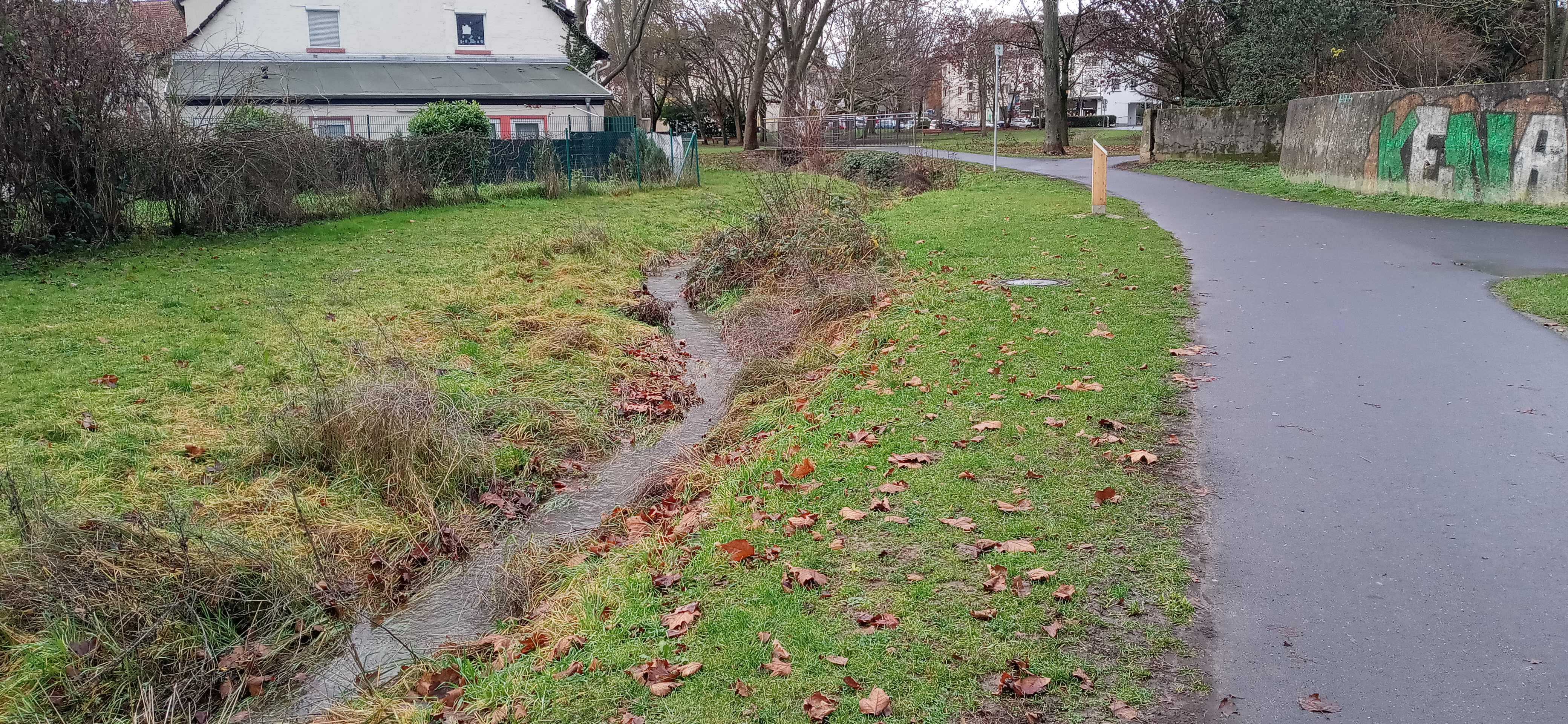
Lauf des Steinbaches mit Wasser an Weihnachten 2020 zwischen In der Römerstadt und Altarm

### Einzugsgebiet
Das 10,13 km² große Einzugsgebiet des Steinbachs liegt im Main-Taunusvorland und wird durch ihn über die Nidda, den Main und den Rhein zur Nordsee entwässert.
Es grenzt
- im Norden an das Einzugsgebiet des Stierstädter Bachs, der in den Urselbach mündet;
- im Nordosten an das des Urselbachs direkt, der in die Nidda mündet;
- im Südwesten und Westen an das des Niddazuflusses Westerbach und
- im Nordwesten an das des Hohwiesenbachs, der in den Westerbach mündet.

Das Einzugsgebiet wird von landwirtschaftlichen Flächen dominiert. Siedlungsgebiete sind Steinbach im Quell- und Niederursel und Praunheim im Mündungsbereich. Im Norden des Einzugsgebiets kommt noch etwas Wald vor.

### Flusssystem Nidda
- Fließgewässer im Flusssystem Nidda

### Ortschaften
Zu den Ortschaften am Steinbach gehören flussabwärts betrachtet (direkte Anlieger kursiv):
- Hochtaunuskreis
  - Steinbach
- Main-Taunus-Kreis
  - Eschborn
- Frankfurt am Main
  - Niederursel
  - Praunheim

## Daten und Charakter
Der Steinbach ist ein feinmaterialreicher karbonatischer Mittelgebirgsbach. Das Einzugsgebiet des Steinbaches bedeckt 10,10 km² Fläche, aus der über ihn im Mittel 62,7 l/s abfließen.
Da die Quellen im alten Ortskern von Steinbach größtenteils versiegt sind, führt der Bach nur, je nach Witterung und Grundwasserstand, periodisch Wasser. Ihm fließt jedoch aus Drainagen etwas Wasser zu. Diese kommen jedoch nicht in Frankfurt an. Vom Bereich Am Alten See und vom Brunnen Pjinackerplatz an bis zum Ortsrand ist der Bach unterirdisch verrohrt. In der Ortschaft Steinbach wurde 2010 ein Konzept erstellt, wie die Aue des Baches naturnah umgestaltet werden könnte.
In Praunheim, wo der Steinbach abschnittsweise die Grenze zu Heddernheim bildet, wurde er in den 1960er Jahren zwischen der Haingrabenstraße und seiner Mündung in den Altarm der Nidda verrohrt. Dort wurde der Bach zum 1200-jährigen Jubiläum der Ortschaft im Jahre 2004 wieder freigelegt und renaturiert. Wiesen, Gehölze und Feuchtbiotope wechseln mit Freizeitanlagen.

## Burg am Steinbach

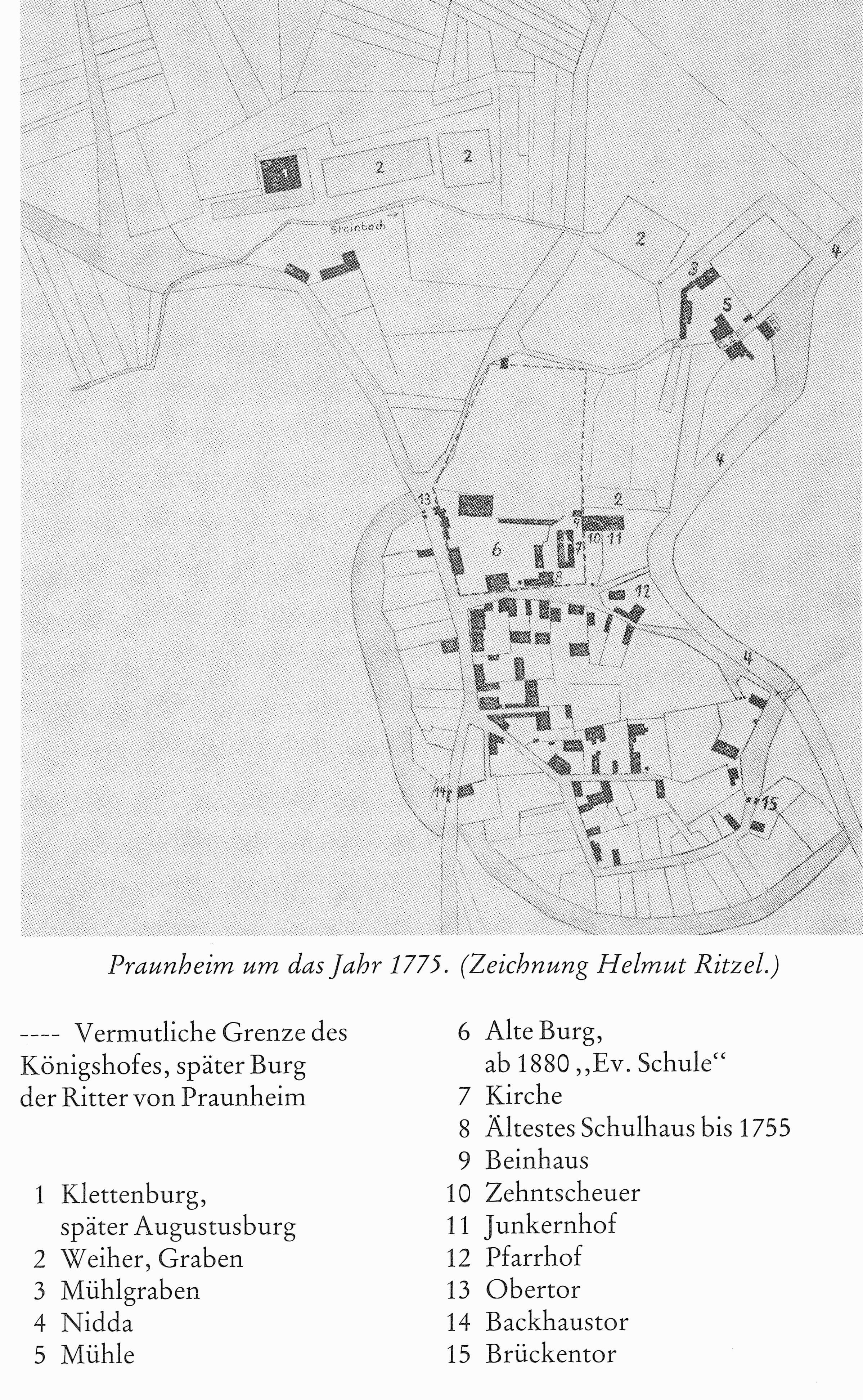
Der Bach in einer Kartenskizze, die Praunheim um etwa 1775 darstellt

Linksseits des Steinbachs lag einst zwischen den heutigen Straßen Am Alten Schloß und In der Römerstadt die Klettenburg.
Die Klettenburg, auch Clettenburg und später Augustusburg genannt, war eine Burganlage im heutigen Praunheim.

## Bildwünsche
| Bild gesucht Der Benutzer Vielen Dank und Grüße Woelle ffm (Uwe) ( Diskussion ) wünscht sich an dieser Stelle ein Bild vom Ort mit diesen Koordinaten 50.153305555556 8.6195944444444 . Motiv: Flusslauf zwischen Praunheimer Weg und Steinbacher Hohl Falls du dabei helfen möchtest, erklärt die Anleitung , wie das geht. BW | Bild gesucht Der Benutzer Vielen Dank und Grüße Woelle ffm (Uwe) ( Diskussion ) wünscht sich an dieser Stelle ein Bild vom Ort mit diesen Koordinaten 50.155327777778 8.6081361111111 . Motiv: Flusslauf zwischen Steinbacher Hohl und A5 Falls du dabei helfen möchtest, erklärt die Anleitung , wie das geht. BW | Bild gesucht Der Benutzer Vielen Dank und Grüße Woelle ffm (Uwe) ( Diskussion ) wünscht sich an dieser Stelle ein Bild vom Ort mit diesen Koordinaten 50.161077777778 8.5833472222222 . Motiv: Flusslauf zwischen Eisenbahn und Quelle Falls du dabei helfen möchtest, erklärt die Anleitung , wie das geht. BW | Bild gesucht Der Benutzer Vielen Dank und Grüße Woelle ffm (Uwe) ( Diskussion ) wünscht sich an dieser Stelle ein Bild vom Ort mit diesen Koordinaten 50.165930555556 8.5747 . Motiv: Quelle Falls du dabei helfen möchtest, erklärt die Anleitung , wie das geht. BW |